# 연당역
연당역(Yeondang station, 淵堂驛)은 강원특별자치도 영월군 남면 연당리에 위치한 태백선의 철도역이다.
1955년 9월 10일 보통역으로 영업을 시작하였으며, 1일 2왕복의 정기 여객열차가 정차하였으나 2009년 7월 1일 여객취급이 중단되었다.

## 역명 유래
1914년 행정구역 개편때 양연마을과 승당마을에서 따서 지은 이름이다.

## 연혁
- 1955년 6월 30일 : 역사 신축
- 1955년 9월 10일 : 보통역으로 영업 개시[1]
- 1990년 1월 1일 : 수소화물 취급 중지[2]
- 1996년 5월 10일 : 민수용 무연탄 도착취급역 지정[3]
- 2009년 7월 1일 : 여객취급 중지
- 2013년 11월 14일 : 제천 기점 25.9km로 변경[4]
- 2014년 8월 1일 : 무배치간이역으로 격하
- 2015년 5월 29일 : 화물 취급 중지[5]